# Fortec Motorsport
Fortec Motorsport Ltd. is een Brits motorraceteam dat actief is in onder meer de Formule Renault 3.5 Series en het Britse Formule 3-kampioenschap. Het autosportteam werd opgericht in 1996 door de huidige eigenaar Richard Dutton. Het team werd regelmatig kampioen in de Formule Renault 2.0 UK.
Onder meer Juan Pablo Montoya, Gianmaria Bruni, Danny Watts, Jamie Green, James Rossiter, Mike Conway, Fábio Carbone en Heikki Kovalainen reden voor het team. In 2012 voegde de Nederlander Robin Frijns zich bij het Formule Renault 3.5-team, met Carlos Huertas als teamgenoot. Frijns behaalde het kampioenschap bij de coureurs, terwijl Huertas als zestiende eindigde.